# Clasificación para el Campeonato Europeo Femenino Sub-17 de la UEFA 2022
La competición de clasificación para el Campeonato Europeo Femenino Sub-17 de la UEFA 2022 es una competición de fútbol femenino sub-17 que determinará los siete equipos que se unirán a la anfitriona automáticamente clasificada, Bosnia y Herzegovina, en la fase final del campeonato.

## Formato
El Comité Ejecutivo de la UEFA aprobó un nuevo formato de competición para los Campeonatos de Europa Femeninos Sub-19 y Sub-17 de la UEFA para permitir un mayor desarrollo de las jugadoras juveniles de élite como parte del compromiso continuo de la UEFA con el fútbol femenino.
El formato se basa en un sistema de clasificación de estilo de Liga de las Naciones de la UEFA.
Para la primera temporada, los participantes en la competición se dividirán, utilizando los coeficientes de clasificación, en dos ligas (A y B).

Primera Ronda o Ronda 1:
- En cada liga, grupos de 4 equipos jugarán mini-torneos;
- Los ganadores de cada mini-torneo de la liga B ascenderán y los últimos equipos de los mini-torneos de la liga A descenderán.

Segunda Ronda o Ronda 2:
- La Ronda 2 de la Liga A reemplazará a la actual ronda élite, y los primeros clasificados (y el mejor segundo) se clasificarán para el torneo final.
- Después de la Ronda 2, los ganadores de los mini-torneos de la liga B ascenderán y los últimos equipos de la liga A descenderán a la Ronda 1 de la próxima edición del torneo.

## Primera Ronda

### Liga A

#### Grupo A1
| Equipo   | Pts | PJ | PG | PE | PP | GF | GC | Dif |
| -------- | --- | -- | -- | -- | -- | -- | -- | --- |
| Irlanda  | 9   | 3  | 3  | 0  | 0  | 8  | 2  | +6  |
| Noruega  | 6   | 3  | 2  | 0  | 1  | 10 | 3  | +7  |
| Hungría  | 3   | 3  | 1  | 0  | 2  | 3  | 7  | -4  |
| Bulgaria | 0   | 3  | 0  | 0  | 3  | 0  | 9  | -9  |

| 9 de octubre de 2021 | Hungría      | 1:3 (0:2) | Irlanda                         | Øster Hus Arena, Sandnes, Noruega |                     |
| 14:00 (CET)          | - Molnár 90' | Reporte   | - 3', 70' Larkin - 23' Loughrey | Árbitra: Alina Peşu               | Árbitra: Alina Peşu |

| 9 de octubre de 2021 | Noruega                                              | 5:0 (4:0) | Bulgaria | Øster Hus Arena, Sandnes, Noruega |                      |
| 17:30 (CET)          | - Folland 14', 29' - Lervik 37' - Rasmussen 45', 75' | Reporte   |          | Árbitra: Zoe Stavrou              | Árbitra: Zoe Stavrou |

| 12 de octubre de 2021 | Irlanda                                         | 3:0 (3:0) | Bulgaria | Øster Hus Arena, Sandnes, Noruega |                     |
| 14:00 (CET)           | - O'Mahony 26' - Long 38' - Larkin 45+2' (pen.) | Reporte   |          | Árbitra: Alina Peşu               | Árbitra: Alina Peşu |

| 12 de octubre de 2021 | Noruega                                            | 4:1 (3:0) | Hungría      | Viking Stadion, Stavanger, Noruega |                             |
| 17:00 (CET)           | - Gaupset 17' (pen.), 67' - Lervik 34' - Sesay 39' | Reporte   | - 54' Molnár | Árbitra: Lizzy Van Der Helm        | Árbitra: Lizzy Van Der Helm |

| 15 de octubre de 2021 | Irlanda                     | 2:1 (1:0) | Noruega         | Øster Hus Arena, Sandnes, Noruega |                             |
| 17:00 (CET)           | - O'Leary 45' - Ralph 90+1' | Reporte   | - 83' Rasmussen | Árbitra: Lizzy Van Der Helm       | Árbitra: Lizzy Van Der Helm |

| 15 de octubre de 2021 | Bulgaria | 0:1 (0:1) | Hungría     | Viking Stadion, Stavanger, Noruega |                      |
| 17:00 (CET)           |          | Reporte   | - 32' Mayer | Árbitra: Zoe Stavrou               | Árbitra: Zoe Stavrou |

#### Grupo A2
| Equipo          | Pts       | PJ        | PG        | PE        | PP        | GF        | GC        | Dif       |
| --------------- | --------- | --------- | --------- | --------- | --------- | --------- | --------- | --------- |
| Países Bajos    | 4         | 2         | 1         | 1         | 0         | 4         | 1         | +3        |
| República Checa | 2         | 2         | 0         | 2         | 0         | 2         | 2         | 0         |
| Eslovenia       | 1         | 2         | 0         | 1         | 1         | 1         | 4         | -3        |
| Escocia         | Se retiró | Se retiró | Se retiró | Se retiró | Se retiró | Se retiró | Se retiró | Se retiró |

| 29 de septiembre de 2021 | Eslovenia            | 1:1 (0:0) | República Checa    | De Wieën, Venray, Países Bajos |                           |
| 15:00 (CET)              | - Vilčnik 56' (pen.) | Reporte   | - 67' Kostohryzová | Árbitra: Lovisa Johansson      | Árbitra: Lovisa Johansson |

| 29 de septiembre de 2021 | Países Bajos | Cancelado | Escocia | Sportpark Parkzicht, Uden, Países Bajos |                                  |
| 18:00 (CET)              |              | Reporte   |         | Árbitra: Frederikke Lydia Søkjær        | Árbitra: Frederikke Lydia Søkjær |

| 2 de octubre de 2021 | República Checa | Cancelado | Escocia | Sportpark Parkzicht, Uden, Países Bajos |                           |
| 12:00 (CET)          |                 | Reporte   |         | Árbitra: Lovisa Johansson               | Árbitra: Lovisa Johansson |

| 2 de octubre de 2021 | Países Bajos                      | 3:0 (2:0) | Eslovenia | De Wieën, Venray, Países Bajos |                          |
| 15:00 (CET)          | - Huizenga 24', 32' - Tolhoek 75' | Reporte   |           | Árbitra: Marina Živković       | Árbitra: Marina Živković |

| 5 de octubre de 2021 | República Checa      | 1:1 (0:1) | Países Bajos          | Sportpark Parkzicht, Uden, Países Bajos |                          |
| 19:00 (CET)          | - Vithová 49' (pen.) | Reporte   | - 25' (pen.) Huizenga | Árbitra: Marina Živković                | Árbitra: Marina Živković |

| 5 de octubre de 2021 | Escocia | Cancelado | Eslovenia | De Wieën, Venray, Países Bajos   |                                  |
| 19:00 (CET)          |         | Reporte   |           | Árbitra: Frederikke Lydia Søkjær | Árbitra: Frederikke Lydia Søkjær |

#### Grupo A3
| Equipo  | Pts | PJ | PG | PE | PP | GF | GC | Dif |
| ------- | --- | -- | -- | -- | -- | -- | -- | --- |
| Suecia  | 7   | 3  | 2  | 1  | 0  | 10 | 2  | +8  |
| Francia | 7   | 3  | 2  | 1  | 0  | 9  | 2  | +7  |
| Italia  | 3   | 1  | 1  | 0  | 2  | 2  | 8  | -6  |
| Gales   | 0   | 3  | 0  | 0  | 3  | 0  | 9  | -9  |

| 22 de octubre de 2021 | Italia                        | 2:0 (1:0) | Gales | Bravida Arena, Gotemburgo, Suecia |                              |
| 18:00 (CET)           | - Dragoni 37' - Moretti 90+3' | Reporte   |       | Árbitra: Franziska Wildfeuer      | Árbitra: Franziska Wildfeuer |

| 22 de octubre de 2021 | Suecia                    | 2:2 (2:1) | Francia                               | Borås Arena, Borås, Suecia             |                                        |
| 18:00 (CET)           | - Skoog 26' - Wessman 40' | Reporte   | - 6' Chossenotte - 50' (pen.) Swierot | Árbitra: Ana Maria Alexandra Terteleac | Árbitra: Ana Maria Alexandra Terteleac |

| 25 de octubre de 2021 | Italia | 0:5 (0:1) | Suecia                                     | Borås Arena, Borås, Suecia |                         |
| 18:00 (CET)           |        | Reporte   | - 27' Alvin - 60', 69', 86', 90+2' Wessman | Árbitra: Ainara Acevedo    | Árbitra: Ainara Acevedo |

| 25 de octubre de 2021 | Francia                                                                 | 4:0 (2:0) | Gales | Bravida Arena, Gotemburgo, Suecia      |                                        |
| 18:00 (CET)           | - Marques 9' (pen.) - Gstalter 31' - Swierot 90+5' - Belhout Achi 90+6' | Reporte   |       | Árbitra: Ana Maria Alexandra Terteleac | Árbitra: Ana Maria Alexandra Terteleac |

| 28 de octubre de 2021 | Francia                                            | 3:0 (0:0) | Italia | Bravida Arena, Gotemburgo, Suecia |                         |
| 18:00 (CET)           | - Chossenotte 48' - Belhout Achi 65' - Boisset 85' | Reporte   |        | Árbitra: Ainara Acevedo           | Árbitra: Ainara Acevedo |

| 28 de octubre de 2021 | Gales | 0:3 (0:1) | Suecia                                   | Borås Arena, Borås, Suecia   |                              |
| 18:00 (CET)           |       | Reporte   | - 3' Winblad - 59' Skoog - 71' Svanström | Árbitra: Franziska Wildfeuer | Árbitra: Franziska Wildfeuer |

#### Grupo A4
| Equipo                   | Pts | PJ | PG | PE | PP | GF | GC | Dif |
| ------------------------ | --- | -- | -- | -- | -- | -- | -- | --- |
| Alemania                 | 9   | 3  | 3  | 0  | 0  | 12 | 1  | +11 |
| Portugal                 | 6   | 3  | 2  | 0  | 1  | 9  | 3  | +6  |
| Finlandia                | 3   | 3  | 1  | 0  | 2  | 4  | 11 | -7  |
| Bosnia y Herzegovina (C) | 0   | 3  | 0  | 0  | 3  | 0  | 10 | -10 |

| 8 de noviembre de 2021 | Alemania                                      | 4:0 (4:0) | Bosnia y Herzegovina | Estadio Algarve, Faro, Portugal |                              |
| 18:00 (CET)            | - Böhler 3' - Steiner 13' - Sehitler 24', 36' | Reporte   |                      | Árbitra: Maika Vanderstichel    | Árbitra: Maika Vanderstichel |

| 8 de noviembre de 2021 | Portugal                                                                                          | 6:0 (2:0) | Finlandia | Estádio Municipal de Albufeira, Albufeira, Portugal |                           |
| 18:00 (CET)            | - Simas 22' - Correia 36' - M. Ferreira 67' - L. Martins 80' - C. Martins 86' - A. Ferreira 90+3' | Reporte   |           | Árbitra: Abigail Marriott                           | Árbitra: Abigail Marriott |

| 11 de noviembre de 2021 | Alemania                               | 3:1 (1:0) | Portugal           | Estádio Municipal de Albufeira, Albufeira, Portugal |                            |
| 17:00 (CET)             | - Bender 26' (pen.), 53' - Platner 83' | Reporte   | - 58' (pen.) Simas | Árbitra: Maria Sole Caputi                          | Árbitra: Maria Sole Caputi |

| 11 de noviembre de 2021 | Finlandia                                                      | 4:0 (3:0) | Bosnia y Herzegovina | Estadio Algarve, Faro, Portugal |                           |
| 17:00 (CET)             | - Schalin 10' - Seiro 29' - Angeria 43' (pen.) - Halttunen 46' | Reporte   |                      | Árbitra: Abigail Marriott       | Árbitra: Abigail Marriott |

| 14 de noviembre de 2021 | Finlandia | 0:5 (0:3) | Alemania                                                              | Estádio Municipal de Albufeira, Albufeira, Portugal |                            |
| 19:00 (CET)             |           | Reporte   | - 34' Sehitler - 39' Alber - 42' Platner - 50' Steiner - 90+5' Werner | Árbitra: Maria Sole Caputi                          | Árbitra: Maria Sole Caputi |

| 14 de noviembre de 2021 | Portugal | 2:0 (1:0) | Bosnia y Herzegovina      | Estadio Algarve, Faro, Portugal |                              |
| 19:00 (CET)             |          | Reporte   | - 14' Correia - 73' Melão | Árbitra: Maika Vanderstichel    | Árbitra: Maika Vanderstichel |

#### Grupo A5
| Equipo     | Pts | PJ | PG | PE | PP | GF | GC | Dif |
| ---------- | --- | -- | -- | -- | -- | -- | -- | --- |
| Polonia    | 7   | 3  | 2  | 1  | 0  | 2  | 0  | +3  |
| Rusia      | 4   | 3  | 1  | 1  | 1  | 2  | 1  | +1  |
| Inglaterra | 3   | 3  | 1  | 0  | 2  | 1  | 4  | -3  |
| Bélgica    | 3   | 3  | 1  | 0  | 2  | 1  | 2  | -1  |

| 4 de octubre de 2021 | Bélgica | 0:1 (0:0) | Polonia    | Stadion Grzegorza Duneckiego, Toruń, Polonia |                             |
| 15:30 (CET)          |         | Reporte   | - 88' Rohn | Árbitra: Neslihan Muratdagi                  | Árbitra: Neslihan Muratdagi |

| 4 de octubre de 2021 | Inglaterra | 0:2 (0:0) | Rusia                        | Stadium Inowrocław Olympians, Inowrocław, Polonia |                       |
| 15:30 (CET)          |            | Reporte   | - 70', 75' (pen.) Svistunova | Árbitra: Deborah Anex                             | Árbitra: Deborah Anex |

| 7 de octubre de 2021 | Polonia | 0:0     | Rusia | Stadion Grzegorza Duneckiego, Toruń, Polonia |                             |
| 15:30 (CET)          |         | Reporte |       | Árbitra: Neslihan Muratdagi                  | Árbitra: Neslihan Muratdagi |

| 7 de octubre de 2021 | Inglaterra   | 1:0 (1:0) | Bélgica | Estadio Zdzisław Krzyszkowiak, Bydgoszcz, Polonia |                      |
| 15:30 (CET)          | - Lackey 29' | Reporte   |         | Árbitra: Triinu Laos                              | Árbitra: Triinu Laos |

| 10 de octubre de 2021 | Rusia | 0:1 (0:0) | Bélgica          | Stadium Inowrocław Olympians, Inowrocław, Polonia |                       |
| 11:00 (CET)           |       | Reporte   | - 77' De Meester | Árbitra: Deborah Anex                             | Árbitra: Deborah Anex |

| 10 de octubre de 2021 | Polonia                        | 2:0 (1:0) | Inglaterra | Estadio Zdzisław Krzyszkowiak, Bydgoszcz, Polonia |                      |
| 11:00 (CET)           | - Kowalczyk 42' - Kuleczka 83' | Reporte   |            | Árbitra: Triinu Laos                              | Árbitra: Triinu Laos |

#### Grupo A6
| Equipo    | Pts | PJ | PG | PE | PP | GF | GC | Dif |
| --------- | --- | -- | -- | -- | -- | -- | -- | --- |
| Dinamarca | 7   | 3  | 2  | 1  | 0  | 7  | 3  | +4  |
| Austria   | 5   | 3  | 1  | 2  | 0  | 9  | 6  | +3  |
| Grecia    | 3   | 3  | 1  | 0  | 2  | 4  | 6  | -2  |
| Suiza     | 1   | 3  | 0  | 1  | 2  | 6  | 9  | -3  |

| 6 de octubre de 2021 | Suiza                                                         | 4:4 (2:1) | Austria                                                               | Estadio Pampeloponnisiako, Patras, Grecia |                       |
| 12:00 (CET)          | - Luyet 29' - Beney 31' - Tauriello 58' - Wandeler 86' (pen.) | Reporte   | - 37', 66' (pen.) Aistleitner - 54' (pen.) Mädl - 82' (pen.) Rukavina | Árbitra: Merima Čelik                     | Árbitra: Merima Čelik |

| 6 de octubre de 2021 | Dinamarca                                 | 2:0 (1:0) | Grecia | Estadio Papacharalampeio, Naupacto, Grecia |                           |
| 18:00 (CET)          | - Ásgeirsdóttir 36' - Bødtcher-Jensen 52' | Reporte   |        | Árbitra: Abigail Marriott                  | Árbitra: Abigail Marriott |

| 9 de octubre de 2021 | Dinamarca                | 3:1 (1:1) | Suiza       | Estadio Pampeloponnisiako, Patras, Grecia |                           |
| 12:00 (CET)          | - Sørensen 41', 69', 88' | Reporte   | - 36' Knapp | Árbitra: Miriama Matulova                 | Árbitra: Miriama Matulova |

| 9 de octubre de 2021 | Austria                                     | 3:0 (1:0) | Grecia | Estadio Papacharalampeio, Naupacto, Grecia |                       |
| 18:00 (CET)          | - Mädl 30' - Natter 67' - Ojukwu 87' (pen.) | Reporte   |        | Árbitra: Merima Čelik                      | Árbitra: Merima Čelik |

| 12 de octubre de 2021 | Austria           | 2:2 (1:0) | Dinamarca                           | Estadio Pampeloponnisiako, Patras, Grecia |                           |
| 14:00 (CET)           | - Natter 11', 74' | Reporte   | - 55' Jørgensen - 82' Ásgeirsdóttir | Árbitra: Miriama Matulova                 | Árbitra: Miriama Matulova |

| 12 de octubre de 2021 | Grecia                          | 2:1 (1:0) | Suiza       | Estadio Papacharalampeio, Naupacto, Grecia |                           |
| 14:00 (CET)           | - Lazarakis 26' - Karipidis 78' | Reporte   | - 67' Beney | Árbitra: Abigail Marriott                  | Árbitra: Abigail Marriott |

#### Grupo A7
| Equipo            | Pts | PJ | PG | PE | PP | GF | GC | Dif |
| ----------------- | --- | -- | -- | -- | -- | -- | -- | --- |
| España            | 9   | 3  | 3  | 0  | 0  | 9  | 1  | +8  |
| Islandia          | 6   | 3  | 2  | 0  | 1  | 7  | 6  | +1  |
| Serbia            | 3   | 3  | 1  | 0  | 2  | 6  | 6  | 0   |
| Irlanda del Norte | 0   | 3  | 0  | 0  | 3  | 1  | 10 | -9  |

| 24 de septiembre de 2021 | España                                 | 3:0 (2:0) | Irlanda del Norte | Sports Center of FA of Serbia, Stara Pazova, Serbia |                        |
| 12:00 (CET)              | - Librán 18' - Martret 42' - López 78' | Reporte   |                   | Árbitra: Minka Vekkeli                              | Árbitra: Minka Vekkeli |

| 24 de septiembre de 2021 | Islandia                                                         | 4:1 (3:1) | Serbia        | Sports Center of FA of Serbia, Stara Pazova, Serbia |                           |
| 18:00 (CET)              | - Kristjánsdóttir 14', 19' - Tryggvadóttir 40' - Gísladóttir 86' | Reporte   | - 23' Matejic | Árbitra: Liudmyla Telbukh                           | Árbitra: Liudmyla Telbukh |

| 27 de septiembre de 2021 | España                                         | 4:0 (1:0) | Islandia | Sports Center of FA of Serbia, Stara Pazova, Serbia |                             |
| 12:00 (CET)              | - Camacho 23', 64' - Íñigo 89' - Amezaga 90+4' | Reporte   |          | Árbitra: Jurgita Mačikunytė                         | Árbitra: Jurgita Mačikunytė |

| 27 de septiembre de 2021 | Serbia                                         | 4:0 (1:0) | Irlanda del Norte | Sports Center of FA of Serbia, Stara Pazova, Serbia |                           |
| 18:00 (CET)              | - Jestrović 4' - Stokić 62' - Matejic 77', 89' | Reporte   |                   | Árbitra: Liudmyla Telbukh                           | Árbitra: Liudmyla Telbukh |

| 30 de septiembre de 2021 | Serbia       | 1:2 (0:1) | España                        | Sports Center of FA of Serbia, Stara Pazova, Serbia |                             |
| 13:00 (CET)              | - Stokić 59' | Reporte   | - 18' Camacho - 57' Rodríguez | Árbitra: Jurgita Mačikunytė                         | Árbitra: Jurgita Mačikunytė |

| 30 de septiembre de 2021 | Irlanda del Norte | 1:3 (:1) | Islandia                                                     | Sports Center of FA of Serbia, Stara Pazova, Serbia |                        |
| 13:00 (CET)              | - Mclaughlin 43'  | Reporte  | - 41' Óskarsdóttir - 54' Gísladóttir - 90+2' Sigurjónsdóttir | Árbitra: Minka Vekkeli                              | Árbitra: Minka Vekkeli |

### Liga B

#### Grupo B1
| Equipo      | Pts | PJ | PG | PE | PP | GF | GC | Dif |
| ----------- | --- | -- | -- | -- | -- | -- | -- | --- |
| Kosovo      | 7   | 3  | 2  | 1  | 0  | 18 | 3  | +15 |
| Bielorrusia | 7   | 3  | 2  | 1  | 0  | 11 | 1  | +10 |
| Luxemburgo  | 3   | 3  | 1  | 0  | 2  | 12 | 6  | +6  |
| Georgia     | 0   | 3  | 0  | 0  | 3  | 0  | 31 | -31 |

| 24 de septiembre de 2021 | Bielorrusia           | 2:0 (2:0) | Luxemburgo | Terrain Bousbierg, Bissen, Luxemburgo |                       |
| 17:00 (CET)              | - Charlionak 15', 30' | Reporte   |            | Árbitra: Jelena Kumer                 | Árbitra: Jelena Kumer |

| 24 de septiembre de 2021 | Kosovo | 13:0 (4:0) | Georgia | Käerjenger Dribbel, Bascharage, Luxemburgo |                       |
| 17:00 (CET)              | - Delija 19', 35' - Gjonbalaj 21' - Alija 45+1', 50', 66' - Gashi 55', 82', 85' - Racaj 62', 70', 88' - Shabani 90+2' | Reporte    |         | Árbitra: Gamze Durmus                      | Árbitra: Gamze Durmus |

| 27 de septiembre de 2021 | Bielorrusia      | 1:1 (1:0) | Kosovo      | Terrain Bousbierg, Bissen, Luxemburgo |                             |
| 17:00 (CET)              | - Siniauskaya 8' | Reporte   | - 71' Racaj | Árbitra: Cristina Trandafir           | Árbitra: Cristina Trandafir |

| 27 de septiembre de 2021 | Georgia | 0:10 (0:3) | Luxemburgo                                                                  | Käerjenger Dribbel, Bascharage, Luxemburgo |                       |
| 17:00 (CET)              |         | Reporte    | - 5', 12', 85' Magalhaes - 7', 57', 65', 71', 72', 77' Oliveira - 66' Kirps | Árbitra: Gamze Durmus                      | Árbitra: Gamze Durmus |

| 30 de septiembre de 2021 | Georgia | 0:8 (0:4) | Bielorrusia                                                                               | Käerjenger Dribbel, Bascharage, Luxemburgo |                             |
| 17:00 (CET)              |         | Reporte   | - 5', 18', 75' Siniauskaya - 16', 19' Charlionak - 54' Mikhan - 59' Myslivets - 90' Maher | Árbitra: Cristina Trandafir                | Árbitra: Cristina Trandafir |

| 30 de septiembre de 2021 | Luxemburgo                   | 2:4 (1:2) | Kosovo                            | Terrain Bousbierg, Bissen, Luxemburgo |                       |
| 17:00 (CET)              | - Barbosa 12' - Oliveira 53' | Reporte   | - 17' Gashi - 26', 63', 81' Racaj | Árbitra: Jelena Kumer                 | Árbitra: Jelena Kumer |

#### Grupo B2
| Equipo     | Pts | PJ | PG | PE | PP | GF | GC | Dif |
| ---------- | --- | -- | -- | -- | -- | -- | -- | --- |
| Croacia    | 9   | 3  | 3  | 0  | 0  | 14 | 0  | +14 |
| Lituania   | 4   | 3  | 1  | 1  | 1  | 4  | 5  | -1  |
| Kazajistán | 4   | 3  | 1  | 1  | 1  | 4  | 10 | -6  |
| Armenia    | 0   | 3  | 0  | 0  | 3  | 2  | 9  | -7  |

| 23 de septiembre de 2021 | Lituania                                   | 2:2 (2:0) | Kazajistán                              | Stadion sv. Josipa Radnika, Zagreb, Croacia |                             |
| 11:00 (CET)              | - Taldykina 4' (a.g.) - Orynbay 13' (a.g.) | Reporte   | - 66' Norbayeva - 90+2' (pen.) Lozukova | Árbitra: Kristina Georgieva                 | Árbitra: Kristina Georgieva |

| 23 de septiembre de 2021 | Armenia | 0:5 (0:5) | Croacia                                                                | Stadion Lučko, Zagreb, Croacia |                               |
| 15:00 (CET)              |         | Reporte   | - 4' Mikulica - 10' Živković - 18' Čorak - 38' Kovačević - 44' Višnjić | Árbitra: Alexandra Deligianni  | Árbitra: Alexandra Deligianni |

| 26 de septiembre de 2021 | Lituania                   | 2:1 (1:0) | Armenia        | Stadion sv. Josipa Radnika, Zagreb, Croacia |                                 |
| 11:00 (CET)              | - Proscevičiūtė 45+4', 73' | Reporte   | - 50' Sayadyan | Árbitra: Katarzyna Lisiecka-sek             | Árbitra: Katarzyna Lisiecka-sek |

| 26 de septiembre de 2021 | Croacia                                                                                                  | 7:0 (4:0) | Kazajistán | Stadion Lučko, Zagreb, Croacia |                               |
| 15:00 (CET)              | - Mikulica 3' - Kovačević 31', 66' - Damjanović 36' - Vračević 43' - Šaban 56' (pen.) - Vlastelica 90+4' | Reporte   |            | Árbitra: Alexandra Deligianni  | Árbitra: Alexandra Deligianni |

| 29 de septiembre de 2021 | Kazajistán                      | 2:1 (1:0) | Armenia         | Stadion sv. Josipa Radnika, Zagreb, Croacia |                             |
| 11:00 (CET)              | - Balzhan 42' - Taldykina 90+3' | Reporte   | - 55' Grigoryan | Árbitra: Kristina Georgieva                 | Árbitra: Kristina Georgieva |

| 29 de septiembre de 2021 | Croacia                        | 2:0 (1:0) | Lituania | Stadion Lučko, Zagreb, Croacia  |                                 |
| 11:00 (CET)              | - Živković 19' - Kovačević 50' | Reporte   |          | Árbitra: Katarzyna Lisiecka-sek | Árbitra: Katarzyna Lisiecka-sek |

#### Grupo B3
| Equipo              | Pts | PJ | PG | PE | PP | GF | GC | Dif |
| ------------------- | --- | -- | -- | -- | -- | -- | -- | --- |
| Ucrania             | 9   | 3  | 3  | 0  | 0  | 11 | 0  | +11 |
| Estonia             | 6   | 3  | 2  | 0  | 1  | 15 | 1  | +14 |
| Macedonia del Norte | 3   | 3  | 1  | 0  | 2  | 4  | 8  | -4  |
| Moldavia            | 0   | 3  | 0  | 0  | 3  | 0  | 21 | -21 |

| 27 de septiembre de 2021 | Ucrania                                         | 3:0 (1:0) | Macedonia del Norte | Estadio Kadriorg, Tallin, Estonia |                      |
| 14:00 (CET)              | - Ptytsyna 22' - Honcharuk 52' - Kiselevych 78' | Reporte   |                     | Árbitra: Réka Molnar              | Árbitra: Réka Molnar |

| 27 de septiembre de 2021 | Moldavia | 0:10 (0:4) | Estonia | A. Le Coq Arena, Tallin, Estonia |                         |
| 17:00 (CET)              |          | Reporte    | - 12' Purgats - 20', 57' Lillemets - 25', 51', 75' Salei - 37' Orlova - 74' Uhtjärv - 80' Mirjam - 83' Erik | Árbitra: Teresa Pimenta          | Árbitra: Teresa Pimenta |

| 30 de septiembre de 2021 | Ucrania | 7:0 (1:0) | Moldavia | Estadio Kadriorg, Tallin, Estonia |                         |
| 14:00 (CET)              | - Bondarieva 7' - Borkovska 47' - Nevar 49' - Honcharuk 56' - Radionova 58' (pen.) - Dub 60' - Skotsyk 83' | Reporte   |          | Árbitra: Viki De Cremer           | Árbitra: Viki De Cremer |

| 30 de septiembre de 2021 | Estonia                                                        | 5:0 (4:0) | Macedonia del Norte | A. Le Coq Arena, Tallin, Estonia |                         |
| 17:00 (CET)              | - Tarkmeel 12' - Lillemets 13' - Salei 45', 77' - Orlova 45+1' | Reporte   |                     | Árbitra: Teresa Pimenta          | Árbitra: Teresa Pimenta |

| 3 de octubre de 2021 | Macedonia del Norte                                 | 4:0 (2:0) | Moldavia | Estadio Kadriorg, Tallin, Estonia |                      |
| 12:00 (CET)          | - Paneska 8' (pen.), 82' - Nastovska 14' - Sela 78' | Reporte   |          | Árbitra: Réka Molnar              | Árbitra: Réka Molnar |

| 3 de octubre de 2021 | Estonia | 0:1 (0:1) | Ucrania       | A. Le Coq Arena, Tallin, Estonia |                         |
| 12:00 (CET)          |         | Reporte   | - 45+1' Nevar | Árbitra: Viki De Cremer          | Árbitra: Viki De Cremer |

#### Grupo B4
| Equipo      | Pts | PJ | PG | PE | PP | GF | GC | Dif |
| ----------- | --- | -- | -- | -- | -- | -- | -- | --- |
| Eslovaquia  | 6   | 2  | 2  | 0  | 0  | 9  | 0  | +9  |
| Israel      | 3   | 2  | 1  | 0  | 1  | 5  | 7  | -2  |
| Islas Feroe | 0   | 2  | 0  | 0  | 2  | 1  | 8  | -7  |

| 7 de noviembre de 2021 | Eslovaquia                                     | 3:0 (0:0) | Islas Feroe | NTC Poprad, Poprad, Eslovaquia |                             |
| 18:00 (CET)            | - Nárožná 56' - Hrúziková 74' - Hlavinková 78' | Reporte   |             | Árbitra: Kristina Georgieva    | Árbitra: Kristina Georgieva |

| 10 de noviembre de 2021 | Islas Feroe      | 1:5 (1:3) | Israel                                               | NTC Poprad, Poprad, Eslovaquia |                        |
| 18:00 (CET)             | - Jakobsen 45+1' | Reporte   | - 6', 17' Sribnenko - 13' Gat - 51' Biru - 54' Elbaz | Árbitra: Katalin Sipos         | Árbitra: Katalin Sipos |

| 13 de noviembre de 2021 | Israel | 0:6 (0:4) | Eslovaquia                                                                            | NTC Poprad, Poprad, Eslovaquia |                           |
| 18:00 (CET)             |        | Reporte   | - 17', 58' Hlavinková - 24' (pen.), 45+2' Surová - 40' (a.g.) Elbaz - 90+1' Pajunková | Árbitra: Marina Krupskaya      | Árbitra: Marina Krupskaya |

#### Grupo B5
| Equipo  | Pts | PJ | PG | PE | PP | GF | GC | Dif |
| ------- | --- | -- | -- | -- | -- | -- | -- | --- |
| Rumania | 4   | 2  | 1  | 1  | 0  | 5  | 3  | +2  |
| Turquía | 2   | 2  | 0  | 2  | 0  | 4  | 4  | 0   |
| Letonia | 1   | 2  | 0  | 1  | 1  | 3  | 5  | -2  |

| 30 de septiembre de 2021 | Turquía           | 2:2 (0:2) | Rumania                | Complejo Deportivo Arslan Zeki Demirci, Manavgat, Turquía |                           |
| 16:00 (CET)              | - Yıldız 48', 64' | Reporte   | - 13' Filip - 39' Roșu | Árbitra: Alexandra Collin                                 | Árbitra: Alexandra Collin |

| 3 de octubre de 2021 | Rumania                            | 3:1 (0:1) | Letonia     | Complejo Deportivo Arslan Zeki Demirci, Manavgat, Turquía |                            |
| 17:00 (CET)          | - Filip 51', 65' - Roșu 61' (pen.) | Reporte   | - 18' Ščuka | Árbitra: Jelena Medjedovic                                | Árbitra: Jelena Medjedovic |

| 6 de octubre de 2021 | Letonia              | 2:2 (0:0) | Turquía                | Complejo Deportivo Arslan Zeki Demirci, Manavgat, Turquía |                            |
| 17:00 (CET)          | - Vuškāne 73', 90+6' | Reporte   | - 69' Ekiz - 75' Cılız | Árbitra: Nadezhda Gorinova                                | Árbitra: Nadezhda Gorinova |

#### Grupo B6
| Equipo     | Pts | PJ | PG | PE | PP | GF | GC | Dif |
| ---------- | --- | -- | -- | -- | -- | -- | -- | --- |
| Montenegro | 6   | 2  | 2  | 0  | 0  | 14 | 2  | +12 |
| Azerbaiyán | 1   | 2  | 0  | 1  | 1  | 4  | 9  | -5  |
| Albania    | 1   | 2  | 0  | 1  | 1  | 4  | 11 | -7  |

| 24 de septiembre de 2021 | Albania            | 1:8 (0:3) | Montenegro                                                                                    | Elbasan Arena, Elbasan, Albania |                          |
| 13:00 (CET)              | - Borci 88' (pen.) | Reporte   | - 10', 69', 74' Osmajić - 14' Ivana Boričić - 30', 52' Stanić - 60' Krivokapić - 90+5' Bambur | Árbitra: Valentina Finzi        | Árbitra: Valentina Finzi |

| 27 de septiembre de 2021 | Montenegro                                                | 6:1 (2:0) | Azerbaiyán            | Elbasan Arena, Elbasan, Albania |                         |
| 13:00 (CET)              | - Boričić 20', 51', 54' - Osmajić 38', 85' - Malesija 80' | Reporte   | - 71' (pen.) Hasanova | Árbitra: Acevedo Dudley         | Árbitra: Acevedo Dudley |

| 30 de septiembre de 2021 | Azerbaiyán                         | 3:3 (3:2) | Albania                                   | Elbasan Arena, Elbasan, Albania |                           |
| 13:00 (CET)              | - Piriyeva 29', 40' - Kesmez 45+2' | Reporte   | - 7' (pen.) Borci - 21' Alijaj - 86' Coka | Árbitra: Marina Krupskaya       | Árbitra: Marina Krupskaya |

#### Ranking de los segundos puestos
Clasificación provisional de terceros de grupo tras los partidos disputados el octubre de 2021:
| Pos. | Grupo | Equipo      | PJ | PG | PE | PP | GF | GC | DG | Pts |
| ---- | ----- | ----------- | -- | -- | -- | -- | -- | -- | -- | --- |
| 1    | B1    | Bielorrusia | 2  | 1  | 1  | 0  | 3  | 1  | +2 | 4   |
| 2    | B3    | Estonia     | 2  | 1  | 0  | 1  | 5  | 1  | +4 | 3   |
| 3    | B4    | Israel      | 2  | 1  | 0  | 1  | 5  | 7  | -2 | 3   |
| 4    | B5    | Turquía     | 2  | 0  | 2  | 0  | 4  | 4  | 0  | 2   |
| 5    | B2    | Lituania    | 2  | 0  | 1  | 1  | 2  | 4  | -2 | 1   |
| 6    | B6    | Azerbaiyán  | 2  | 0  | 1  | 1  | 4  | 9  | -5 | 1   |

## Segunda Ronda

### Liga A

#### Grupo A1
| Equipo      | Pts | PJ | PG | PE | PP | GF | GC | Dif |
| ----------- | --- | -- | -- | -- | -- | -- | -- | --- |
| Finlandia   | 7   | 3  | 2  | 1  | 0  | 7  | 2  | +5  |
| Islandia    | 7   | 3  | 2  | 1  | 0  | 6  | 2  | +4  |
| Irlanda (H) | 1   | 3  | 0  | 1  | 2  | 3  | 7  | -4  |
| Eslovaquia  | 1   | 3  | 0  | 1  | 2  | 1  | 6  | -5  |

| 23 de marzo de 2022 | Finlandia   | 1:1 (1:1) | Islandia                   | UCD Bowl, Dublín, Irlanda   |                             |
| 15:00 (CET)         | - Seiro 42' | Reporte   | - 15' (pen.) Tryggvadóttir | Árbitra: Cristina Trandafir | Árbitra: Cristina Trandafir |

| 23 de marzo de 2022 | Irlanda        | 1:1 (0:0) | Eslovaquia          | Estadio de Tallaght, Dublín, Irlanda |                        |
| 20:00 (CET)         | - Lawrence 88' | Reporte   | - 72' (pen.) Surová | Árbitra: Olivia Tschon               | Árbitra: Olivia Tschon |

| 26 de marzo de 2022 | Islandia            | 1:0 (0:0) | Eslovaquia | Richmond Park, Dublín, Irlanda |                             |
| 13:00 (CET)         | - Tryggvadóttir 84' | Reporte   |            | Árbitra: Cristina Trandafir    | Árbitra: Cristina Trandafir |

| 26 de marzo de 2022 | Irlanda      | 1:2 (0:0) | Finlandia                                  | Estadio de Tallaght, Dublín, Irlanda |                          |
| 15:00 (CET)         | - Larkin 58' | Reporte   | - 90+2' Mäkipelkola - 0+5' (a.g.) Thompson | Árbitra: Zulema González             | Árbitra: Zulema González |

| 29 de marzo de 2022 | Eslovaquia | 0:4 (0:0) | Finlandia                                                          | UCD Bowl, Dublín, Irlanda |                        |
| 11:00 (CET)         |            | Reporte   | - Kiviranta 54' (pen.) - L. Kalske 76' - Walta 82' - Heikkinen 85' | Árbitra: Olivia Tschon    | Árbitra: Olivia Tschon |

| 29 de marzo de 2022 | Islandia                                                           | 4:1 (2:1) | Irlanda     | Estadio de Tallaght, Dublín, Irlanda |                          |
| 11:00 (CET)         | - Hjartardóttir 13' - Óskarsdóttir 41' - Halldórsdóttir 79', 90+2' | Reporte   | - 4' Larkin | Árbitra: Zulema González             | Árbitra: Zulema González |

#### Grupo A2
| Equipo              | Pts | PJ | PG | PE | PP | GF | GC | Dif |
| ------------------- | --- | -- | -- | -- | -- | -- | -- | --- |
| España              | 6   | 2  | 2  | 0  | 0  | 8  | 0  | +8  |
| Hungría             | 3   | 2  | 1  | 0  | 1  | 3  | 6  | -3  |
| República Checa (H) | 0   | 2  | 0  | 0  | 2  | 0  | 5  | -5  |
| Ucrania             | 0   | 0  | 0  | 0  | 0  | 0  | 0  | 0   |

| 7 de abril de 2022 | España | vs.     | Ucrania | Budaörsi Városi Stadion, Budaörs, Hungría |  |
| 10:30 (CET)        |        | Reporte |         |                                           |  |

| 7 de abril de 2022 | Hungría                             | 3:0 (1:0) | República Checa | Globall Football Park, Telki, Hungría |                            |
| 16:00 (CET)        | - Nagy 30' - Sinka 60' - Kern 90+1' | Reporte   |                 | Árbitra: Ioanna Allayiotou            | Árbitra: Ioanna Allayiotou |

| 10 de abril de 2022 | República Checa | vs.     | Ucrania | Pancho Arena, Felcsút, Hungría |  |
| 10:30 (CET)         |                 | Reporte |         |                                |  |

| 10 de abril de 2022 | España                                                                 | 6:0 (2:0) | Hungría | Globall Football Park, Telki, Hungría |                     |
| 16:00 (CET)         | - Camacho 28' - Corrales 40' - Villafañe 60' - Capdevila 67', 74', 90' | Reporte   |         | Árbitra: Oxana Cruc                   | Árbitra: Oxana Cruc |

| 13 de abril de 2022 | Ucrania | vs.     | Hungría | Pancho Arena, Felcsút, Hungría |  |
| 11:00 (CET)         |         | Reporte |         |                                |  |

| 13 de abril de 2022 | República Checa | 0:2 (0:2) | España                     | Globall Football Park, Telki, Hungría |                           |
| 11:00 (CET)         |                 | Reporte   | - 18' Camacho - 37' Pujols | Árbitra: Jelena Cvetković             | Árbitra: Jelena Cvetković |

#### Grupo A3
| Equipo      | Pts | PJ | PG | PE | PP | GF | GC | Dif |
| ----------- | --- | -- | -- | -- | -- | -- | -- | --- |
| Noruega (H) | 6   | 3  | 2  | 0  | 1  | 16 | 3  | +13 |
| Serbia      | 6   | 3  | 2  | 0  | 1  | 12 | 4  | +8  |
| Suecia      | 6   | 3  | 2  | 0  | 1  | 7  | 4  | +3  |
| Rumania     | 0   | 3  | 0  | 0  | 3  | 1  | 25 | -24 |

| 24 de marzo de 2022 | Suecia                                         | 5:1 (5:0) | Rumania        | Øster Hus Arena, Sandnes, Noruega |                          |
| 13:00 (CET)         | - Wessman 3', 8' - Skoog 4', 45+1' - Welin 12' | Reporte   | - 62' Pinzariu | Árbitra: Teresa Oliveira          | Árbitra: Teresa Oliveira |

| 24 de marzo de 2022 | Serbia                                     | 3:2 (2:1) | Noruega                    | Viking Stadion, Stavanger, Noruega |                      |
| 16:00 (CET)         | - Jestrović 5' - Stokić 25' - Markovic 78' | Reporte   | - 39' Gaupset - 70' Nilsen | Árbitra: Triinu Laos               | Árbitra: Triinu Laos |

| 27 de marzo de 2022 | Suecia                      | 2:1 (1:1) | Serbia       | Viking Stadion, Stavanger, Noruega |                            |
| 11:00 (CET)         | - Skoog 22' - Svanström 72' | Reporte   | - 41' Stokić | Árbitra: Michèle Schmölzer         | Árbitra: Michèle Schmölzer |

| 27 de marzo de 2022 | Noruega | 12:0 (7:0) | Rumania | Øster Hus Arena, Sandnes, Noruega |                      |
| 14:00 (CET)         | - Folland 11', 24', 38' - Gaupset 29', 31' (pen.), 35', 52' - Lervik 33' - Taraldsen 79' - Nilsen 83' - Rasmussen 84' - Rame 90+3' | Reporte    |         | Árbitra: Triinu Laos              | Árbitra: Triinu Laos |

| 30 de marzo de 2022 | Rumania | 0:8 (0:3) | Serbia                                                                              | Viking Stadion, Stavanger, Noruega |                          |
| 14:00 (CET)         |         | Reporte   | - 23', 57' Stokić - 32', 56' Matejic - 42' Stojić - 54', 71' Markovic - 90+3' Vesic | Árbitra: Teresa Oliveira           | Árbitra: Teresa Oliveira |

| 30 de marzo de 2022 | Noruega                          | 2:0 (2:0) | Suecia | Øster Hus Arena, Sandnes, Noruega |                            |
| 14:00 (CET)         | - Gaupset 10' (pen.) - Sesay 42' | Reporte   |        | Árbitra: Michèle Schmölzer        | Árbitra: Michèle Schmölzer |

#### Grupo A4
| Equipo        | Pts                                    | PJ                                     | PG                                     | PE                                     | PP                                     | GF                                     | GC                                     | Dif                                    |
| ------------- | -------------------------------------- | -------------------------------------- | -------------------------------------- | -------------------------------------- | -------------------------------------- | -------------------------------------- | -------------------------------------- | -------------------------------------- |
| Dinamarca (H) | 3                                      | 1                                      | 1                                      | 0                                      | 0                                      | 1                                      | 0                                      | +1                                     |
| Grecia        | 0                                      | 1                                      | 0                                      | 0                                      | 1                                      | 0                                      | 1                                      | -1                                     |
| Bielorrusia   | Suspendido por la Guerra Rusia-Ucrania | Suspendido por la Guerra Rusia-Ucrania | Suspendido por la Guerra Rusia-Ucrania | Suspendido por la Guerra Rusia-Ucrania | Suspendido por la Guerra Rusia-Ucrania | Suspendido por la Guerra Rusia-Ucrania | Suspendido por la Guerra Rusia-Ucrania | Suspendido por la Guerra Rusia-Ucrania |
| Rusia         | Suspendido por la Guerra Rusia-Ucrania | Suspendido por la Guerra Rusia-Ucrania | Suspendido por la Guerra Rusia-Ucrania | Suspendido por la Guerra Rusia-Ucrania | Suspendido por la Guerra Rusia-Ucrania | Suspendido por la Guerra Rusia-Ucrania | Suspendido por la Guerra Rusia-Ucrania | Suspendido por la Guerra Rusia-Ucrania |

| 16 de marzo de 2022 | Dinamarca           | 1:0 (0:0) | Grecia | Helsingør Stadium, Elsinor, Dinamarca |                       |
| 18:00 (CET)         | - Ásgeirsdóttir 50' | Reporte   |        | Árbitra: Gamze Durmus                 | Árbitra: Gamze Durmus |

#### Grupo A5
| Equipo     | Pts | PJ | PG | PE | PP | GF | GC | Dif |
| ---------- | --- | -- | -- | -- | -- | -- | -- | --- |
| Alemania   | 9   | 3  | 3  | 0  | 0  | 9  | 3  | +6  |
| Austria    | 6   | 3  | 2  | 0  | 1  | 12 | 3  | +9  |
| Eslovenia  | 3   | 3  | 1  | 0  | 2  | 4  | 7  | -3  |
| Kosovo (H) | 0   | 3  | 0  | 0  | 3  | 1  | 13 | -12 |

| 23 de marzo de 2022 | Alemania                                    | 4:0 (0:0) | Kosovo | Estadio Fadil Vokrri, Pristina, Kosovo |                           |
| 11:00 (CET)         | - Veit 54' - Steiner 58', 69' - Platner 77' | Reporte   |        | Árbitra: Michalina Diakow              | Árbitra: Michalina Diakow |

| 23 de marzo de 2022 | Eslovenia | 0:4 (0:2) | Austria                                  | Zahir Pajaziti Stadium, Podujevo, Kosovo |                         |
| 15:00 (CET)         |           | Reporte   | - 26', 39', 69' Mädl - 82' (pen.) Ojukwu | Árbitra: Viki De Cremer                  | Árbitra: Viki De Cremer |

| 26 de marzo de 2022 | Alemania                | 2:1 (1:1) | Eslovenia  | Zahir Pajaziti Stadium, Podujevo, Kosovo |                           |
| 12:00 (CET)         | - Veit 32' - Janzen 56' | Reporte   | - 18' Kern | Árbitra: Lovisa Johansson                | Árbitra: Lovisa Johansson |

| 26 de marzo de 2022 | Austria                                                                | 6:0 (3:0) | Kosovo | Estadio Fadil Vokrri, Pristina, Kosovo |                         |
| 16:00 (CET)         | - Mädl 10', 24', 53' - Natter 31' - Spinn 47' - Aistleitner 51' (pen.) | Reporte   |        | Árbitra: Viki De Cremer                | Árbitra: Viki De Cremer |

| 29 de marzo de 2022 | Kosovo             | 1:3 (1:0) | Eslovenia                                     | Zahir Pajaziti Stadium, Podujevo, Kosovo |                           |
| 10:00 (CET)         | - Gashi 38' (pen.) | Reporte   | - 50' Kern - 75' Osojnik - 85' (pen.) Kramžar | Árbitra: Michalina Diakow                | Árbitra: Michalina Diakow |

| 29 de marzo de 2022 | Austria                        | 2:3 (1:0) | Alemania                                     | Estadio Fadil Vokrri, Pristina, Kosovo |                           |
| 10:00 (CET)         | - Ojukwu 17' (pen.) - Mädl 46' | Reporte   | - 66' Steiner - 69' Reimöller - 70' Sehitler | Árbitra: Lovisa Johansson              | Árbitra: Lovisa Johansson |

#### Grupo A6
| Equipo      | Pts | PJ | PG | PE | PP | GF | GC | Dif |
| ----------- | --- | -- | -- | -- | -- | -- | -- | --- |
| Francia     | 9   | 3  | 2  | 0  | 0  | 13 | 2  | +11 |
| Inglaterra  | 6   | 3  | 2  | 0  | 1  | 10 | 2  | +8  |
| Polonia (H) | 3   | 3  | 1  | 0  | 2  | 6  | 7  | -1  |
| Croacia     | 0   | 3  | 0  | 0  | 3  | 0  | 18 | -18 |

| 24 de marzo de 2022 | Inglaterra  | 1:2 (0:2) | Francia                         | Estadio Miejski Niepołomicach, Niepołomice, Polonia |                      |
| 11:00 (CET)         | - Barry 84' | Reporte   | - 13' Swierot - 27' Chossenotte | Árbitra: Réka Molnar                                | Árbitra: Réka Molnar |

| 24 de marzo de 2022 | Polonia                                                                   | 5:0 (3:0) | Croacia | Estadio Garbarnia Kraków, Cracovia, Polonia |                              |
| 14:00 (CET)         | - Szymczak 17', 18' - Grzywińska 30' - Bałdyga 90+1' - Piętakiewicz 90+5' | Reporte   |         | Árbitra: Franziska Wildfeuer                | Árbitra: Franziska Wildfeuer |

| 27 de marzo de 2022 | Francia                                                  | 5:0 (4:0) | Croacia | Estadio Miejski Niepołomicach, Niepołomice, Polonia |                      |
| 09:00 (CET)         | - Rossi 12' - Mossard 13' - Touriss 23', 36' - Mendy 67' | Reporte   |         | Árbitra: Réka Molnar                                | Árbitra: Réka Molnar |

| 27 de marzo de 2022 | Polonia | 0:1 (0:1) | Inglaterra  | Estadio Garbarnia Kraków, Cracovia, Polonia |                           |
| 12:00 (CET)         |         | Reporte   | - 28' Baker | Árbitra: Miriama Matulova                   | Árbitra: Miriama Matulova |

| 30 de marzo de 2022 | Croacia | 0:8 (0:6) | Inglaterra                                                                                            | Estadio Garbarnia Kraków, Cracovia, Polonia |                              |
| 09:00 (CET)         |         | Reporte   | - 8', 27' Potter - 16' Earl - 40' Rabjohn - 44' (pen.), 45+2' Agyemang - 50' (pen.) Dahou - 89' Aspin | Árbitra: Franziska Wildfeuer                | Árbitra: Franziska Wildfeuer |

| 30 de marzo de 2022 | Francia                                                                      | 6:1 (3:1) | Polonia             | Estadio Miejski Niepołomicach, Niepołomice, Polonia |                           |
| 09:00 (CET)         | - Swierot 13', 45' - Chossenotte 17' - Rossi 62' - Marques 72' - Gilbert 88' | Reporte   | - 1' (a.g.) Marques | Árbitra: Miriama Matulova                           | Árbitra: Miriama Matulova |

#### Grupo A7
| Equipo       | Pts | PJ | PG | PE | PP | GF | GC | Dif |
| ------------ | --- | -- | -- | -- | -- | -- | -- | --- |
| Países Bajos | 9   | 3  | 3  | 0  | 0  | 17 | 1  | +16 |
| Portugal (H) | 6   | 3  | 2  | 0  | 1  | 10 | 5  | +5  |
| Italia       | 3   | 3  | 1  | 0  | 2  | 13 | 5  | +8  |
| Montenegro   | 0   | 3  | 0  | 0  | 3  | 1  | 30 | -29 |

| 16 de marzo de 2022 | Países Bajos                                                                                        | 11:0 (3:0) | Montenegro | Estadio Sant'Ana, Penalva do Castelo, Portugal |                        |
| 12:00 (CET)         | - Thomas 5', 57' - Tolhoek 21' - Huizenga 24', 49', 72', 74' - Kroese 78' (pen.), 81', 90+2', 90+3' | Reporte    |            | Árbitra: Lucie Šulcová                         | Árbitra: Lucie Šulcová |

| 16 de marzo de 2022 | Italia        | 1:2 (0:1) | Portugal                          | Estádio Municipal do Fontelo, Viseu, Portugal |                         |
| 16:00 (CET)         | - Dragoni 86' | Reporte   | - 8' Mariano - 90+4' (pen.) Simas | Árbitra: Victoria Beyer                       | Árbitra: Victoria Beyer |

| 19 de marzo de 2022 | Países Bajos                            | 3:1 (2:1) | Italia         | Municipal Santa Comba Dão, Santa Comba Dão, Portugal |                        |
| 12:00 (CET)         | - Huizenga 13' (pen.), 71' - Kroese 23' | Reporte   | - 45' Cesarini | Árbitra: Katalin Sipos                               | Árbitra: Katalin Sipos |

| 19 de marzo de 2022 | Portugal                                                                                         | 8:1 (5:0) | Montenegro     | Estádio Municipal do Fontelo, Viseu, Portugal |                         |
| 16:00 (CET)         | - Simas 5' (pen.), 6', 28' - De Almeida 9' - Martins 45+5', 54' - Gago 70' - Ferreira 75' (pen.) | Reporte   | - 76' Đurković | Árbitra: Victoria Beyer                       | Árbitra: Victoria Beyer |

| 22 de marzo de 2022 | Montenegro | 0:11 (0:7) | Italia | Estadio Sant'Ana, Penalva do Castelo, Portugal |                        |
| 16:00 (CET)         |            | Reporte    | - 16' (a.g.) Bulić - 23', 38' Cesarini - 26' Congia - 29', 34' Bernardi - 31' Schatzer - 55' Dragoni - 85' Berveglieri - 87' Renzotti - 90' Marchetti | Árbitra: Lucie Šulcová                         | Árbitra: Lucie Šulcová |

| 22 de marzo de 2022 | Portugal | 0:3 (0:1) | Países Bajos                     | Estádio João Cardoso, Tondela, Portugal |                        |
| 16:00 (CET)         |          | Reporte   | - 2' Kroese - 58', 85' De Ridder | Árbitra: Katalin Sipos                  | Árbitra: Katalin Sipos |

### Liga B

#### Grupo B1
| Equipo            | Pts | PJ | PG | PE | PP | GF | GC | Dif |
| ----------------- | --- | -- | -- | -- | -- | -- | -- | --- |
| Irlanda del Norte | 9   | 3  | 3  | 0  | 0  | 7  | 1  | +6  |
| Israel (H)        | 6   | 3  | 2  | 0  | 1  | 7  | 3  | +4  |
| Luxemburgo        | 1   | 3  | 0  | 1  | 2  | 2  | 7  | -5  |
| Islas Feroe       | 1   | 3  | 0  | 1  | 2  | 0  | 5  | -5  |

| 10 de marzo de 2022 | Irlanda del Norte                 | 2:1 (0:1) | Luxemburgo         | National team complex, Shefayim, Israel |                         |
| 11:00 (CET)         | - Wildgoose 83' - Kerr 89' (pen.) | Reporte   | - 27' (pen.) Kirps | Árbitra: Sofik Torosyan                 | Árbitra: Sofik Torosyan |

| 10 de marzo de 2022 | Islas Feroe | 0:2 (0:0) | Israel                      | Estadio Ramat Gan, Ramat Gan, Israel |                             |
| 16:00 (CET)         |             | Reporte   | - 70' Fenta - 82' Sribnenko | Árbitra: Kristina Georgieva          | Árbitra: Kristina Georgieva |

| 13 de marzo de 2022 | Irlanda del Norte                       | 3:0 (1:0) | Islas Feroe | National team complex, Shefayim, Israel |                       |
| 11:00 (CET)         | - Gargan 25' - Wildgoose 66' - Reid 71' | Reporte   |             | Árbitra: Deborah Anex                   | Árbitra: Deborah Anex |

| 13 de marzo de 2022 | Israel                                                                     | 5:1 (3:0) | Luxemburgo  | Estadio Ramat Gan, Ramat Gan, Israel |                             |
| 15:00 (CET)         | - Gat 7' (pen.) - Workou 9' - Sribnenko 45' - Biru 50' (pen.) - Peretz 89' | Reporte   | - 79' Alves | Árbitra: Kristina Georgieva          | Árbitra: Kristina Georgieva |

| 16 de marzo de 2022 | Luxemburgo | 0:0     | Islas Feroe | National team complex, Shefayim, Israel |                         |
| 16:00 (CET)         |            | Reporte |             | Árbitra: Sofik Torosyan                 | Árbitra: Sofik Torosyan |

| 16 de marzo de 2022 | Israel | 0:2 (0:1) | Irlanda del Norte            | Estadio Ramat Gan, Ramat Gan, Israel |                       |
| 16:00 (CET)         |        | Reporte   | - 32' McIntyre - 88' Tweedie | Árbitra: Deborah Anex                | Árbitra: Deborah Anex |

#### Grupo B2
| Equipo      | Pts       | PJ        | PG        | PE        | PP        | GF        | GC        | Dif       |
| ----------- | --------- | --------- | --------- | --------- | --------- | --------- | --------- | --------- |
| Turquía     | 6         | 2         | 2         | 0         | 0         | 9         | 1         | +8        |
| Letonia     | 3         | 2         | 1         | 0         | 1         | 3         | 5         | -2        |
| Armenia (H) | 0         | 2         | 0         | 0         | 2         | 0         | 6         | -6        |
| Gales       | Se retiró | Se retiró | Se retiró | Se retiró | Se retiró | Se retiró | Se retiró | Se retiró |

| 15 de marzo de 2022 | Armenia | 0:4 (0:0) | Turquía                                    | Academia de Fútbol Armavir, Armavi, Armenia |                         |
| 12:00 (CET)         |         | Reporte   | - 46', 71' Yıldız - 86' Oğuz - 90+2' Boran | Árbitra: Vivian Peeters                     | Árbitra: Vivian Peeters |

| 18 de marzo de 2022 | Turquía                                | 5:1 (4:0) | Letonia       | FFA Academy Stadium, Ereván, Armenia |                                 |
| 11:00 (CET)         | - Yıldız 7', 21', 44', 75' - Sürül 16' | Reporte   | - 54' Vuškāne | Árbitra: Katarzyna Lisiecka-sek      | Árbitra: Katarzyna Lisiecka-sek |

| 21 de marzo de 2022 | Letonia            | 2:0 (1:0) | Armenia | Academia de Fútbol Armavir, Armavi, Armenia |                       |
| 12:00 (CET)         | - Vuškāne 42', 90' | Reporte   |         | Árbitra: Rasa Grigonė                       | Árbitra: Rasa Grigonė |

#### Grupo B3
| Equipo              | Pts | PJ | PG | PE | PP | GF | GC | Dif |
| ------------------- | --- | -- | -- | -- | -- | -- | -- | --- |
| Escocia             | 9   | 3  | 3  | 0  | 0  | 21 | 0  | +21 |
| Albania (H)         | 6   | 3  | 2  | 0  | 1  | 5  | 8  | -3  |
| Macedonia del Norte | 3   | 3  | 1  | 0  | 2  | 5  | 13 | -8  |
| Azerbaiyán          | 0   | 3  | 0  | 0  | 3  | 0  | 10 | -10 |

| 8 de marzo de 2022 | Escocia | 9:0 (4:0) | Macedonia del Norte | Estadio Rrogozhinë, Rrogozhinë, Albania |                                        |
| 12:00 (CET)        | - Mcleary 7', 75' - Jardine 16' - Bates 31' - Taylor 33' - Mcauley 72' - Pavlovska 83' (a.g.) - Berry 90+1' - Livingstone 90+4' | Reporte   |                     | Árbitra: Ana Maria Alexandra Terteleac  | Árbitra: Ana Maria Alexandra Terteleac |

| 8 de marzo de 2022 | Albania     | 1:0 (1:0) | Azerbaiyán | Elbasan Arena, Elbasan, Albania |                             |
| 14:30 (CET)        | - Borci 37' | Reporte   |            | Árbitra: Jurgita Mačikunytė     | Árbitra: Jurgita Mačikunytė |

| 11 de marzo de 2022 | Azerbaiyán | 0:3 (0:2) | Macedonia del Norte                             | Estadio Rrogozhinë, Rrogozhinë, Albania |                             |
| 12:00 (CET)         |            | Reporte   | - 27' Ilievska - 39' Nastovska - 90' Gjorgjieva | Árbitra: Jurgita Mačikunytė             | Árbitra: Jurgita Mačikunytė |

| 11 de marzo de 2022 | Escocia                                                          | 6:0 (0:0) | Albania | Elbasan Arena, Elbasan, Albania |                             |
| 14:30 (CET)         | - Berry 66', 71', 74', 79' - Mcleary 90+3' - Watson 90+5' (pen.) | Reporte   |         | Árbitra: Lizzy Van Der Helm     | Árbitra: Lizzy Van Der Helm |

| 14 de marzo de 2022 | Macedonia del Norte        | 2:4 (1:2) | Albania                               | Elbasan Arena, Elbasan, Albania        |                                        |
| 14:30 (CET)         | - Pavlovska 14' - Sela 70' | Reporte   | - 1' Vasa - 29', 72' Muca - 58' Kodra | Árbitra: Ana Maria Alexandra Terteleac | Árbitra: Ana Maria Alexandra Terteleac |

| 14 de marzo de 2022 | Azerbaiyán                                                            | 0:6 (0:4) | Escocia | Estadio Rrogozhinë, Rrogozhinë, Albania |                             |
| 14:30 (CET)         | - Burchil 20' - Mcleary 23', 43' - Gray 29' - Mcauley 61' - Berry 62' | Reporte   |         | Árbitra: Lizzy Van Der Helm             | Árbitra: Lizzy Van Der Helm |

#### Grupo B4
| Equipo       | Pts | PJ | PG | PE | PP | GF | GC | Dif |
| ------------ | --- | -- | -- | -- | -- | -- | -- | --- |
| Estonia      | 6   | 2  | 2  | 0  | 0  | 9  | 5  | +4  |
| Bulgaria (H) | 3   | 2  | 1  | 0  | 1  | 4  | 4  | 0   |
| Georgia      | 0   | 2  | 0  | 0  | 2  | 2  | 6  | -4  |

| 16 de marzo de 2022 | Bulgaria                                   | 3:4 (2:1) | Estonia                                        | Estadio Hadzhi Dimitar, Sliven, Bulgaria |                             |
| 13:30 (CET)         | - Genova 23' - Cwetkowa 27' - Demirova 51' | Reporte   | - 36' Sarapik - 55', 90+2' Grutop - 87' Lilles | Árbitra: Jelena Jermolajeva              | Árbitra: Jelena Jermolajeva |

| 19 de marzo de 2022 | Estonia                                        | 5:2 (4:1) | Georgia                                | Estadio Hadzhi Dimitar, Sliven, Bulgaria |                       |
| 13:30 (CET)         | - Välba 2' - Orlova 11', 16', 74' - Volkov 35' | Reporte   | - 34' (pen.) Bukhrikidze - 47' Ambalia | Árbitra: Merima Čelik                    | Árbitra: Merima Čelik |

| 22 de marzo de 2022 | Georgia | 0:1 (0:0) | Bulgaria       | Estadio Hadzhi Dimitar, Sliven, Bulgaria |                         |
| 13:30 (CET)         |         | Reporte   | - 58' Cwetkowa | Árbitra: Emanuela Rusta                  | Árbitra: Emanuela Rusta |

#### Grupo B5
| Equipo       | Pts | PJ | PG | PE | PP | GF | GC | Dif |
| ------------ | --- | -- | -- | -- | -- | -- | -- | --- |
| Suiza        | 6   | 2  | 2  | 0  | 0  | 15 | 0  | +15 |
| Lituania (H) | 3   | 2  | 1  | 0  | 1  | 7  | 5  | +2  |
| Kazajistán   | 0   | 2  | 0  | 0  | 2  | 2  | 19 | -17 |

| 23 de marzo de 2022 | Lituania | 0:3 (0:0) | Suiza                           | LFF Stadium, Vilna, Lituania |                           |
| 17:00 (CET)         |          | Reporte   | - 51', 60' Wandeler - 53' Elezi | Árbitra: Alexandra Collin    | Árbitra: Alexandra Collin |

| 26 de marzo de 2022 | Suiza                                                                                               | 12:0 (7:0) | Kazajistán | LFF Stadium, Vilna, Lituania |                      |
| 13:00 (CET)         | - Luyet 3', 5', 73', 81' - Beney 11', 18', 39', 90'+2' - Wandeler 30' - Ibishaj 45' - Egli 60', 74' | Reporte    |            | Árbitra: Tanja Racic         | Árbitra: Tanja Racic |

| 29 de marzo de 2022 | Kazajistán        | 2:7 (2:3) | Lituania                                                                                | LFF Stadium, Vilna, Lituania |                      |
| 11:00 (CET)         | - Maksat 16', 39' | Reporte   | - 34', 80', 88' Kriaučiūnaitė - 37' Kazarina - 42' (a.g.) Mamyrova - 62', 64' Švarcaitė | Árbitra: Cansu Tryak         | Árbitra: Cansu Tryak |

#### Grupo B6
| Equipo                       | Pts | PJ | PG | PE | PP | GF | GC | Dif |
| ---------------------------- | --- | -- | -- | -- | -- | -- | -- | --- |
| Bélgica                      | 6   | 2  | 2  | 0  | 0  | 9  | 1  | +8  |
| Bosnia y Herzegovina (H) (C) | 3   | 2  | 1  | 0  | 1  | 6  | 2  | +4  |
| Moldavia                     | 0   | 2  | 0  | 0  | 2  | 0  | 12 | -12 |

| 14 de marzo de 2022 | Bosnia y Herzegovina | 1:2 (0:1) | Bélgica                       | Estadio Pecara, Široki Brijeg, Bosnia y Herzegovina |                             |
| 15:00 (CET)         | - Avdić 53'          | Reporte   | - 27' De Meester - 58' Bergen | Árbitra: Neslihan Muratdagi                         | Árbitra: Neslihan Muratdagi |

| 17 de marzo de 2022 | Bélgica                                                                              | 7:0 (4:0) | Moldavia | Estadio Pecara, Široki Brijeg, Bosnia y Herzegovina |                         |
| 15:00 (CET)         | - Zang Bikoula 3' - Francois 6', 48' - De Meester 9', 23' - Bernard 59' - Bergen 68' | Reporte   |          | Árbitra: Meitar Shemesh                             | Árbitra: Meitar Shemesh |

| 20 de marzo de 2022 | Moldavia | 0:5 (0:1) | Bosnia y Herzegovina                                     | Estadio Pecara, Široki Brijeg, Bosnia y Herzegovina |                               |
| 15:00 (CET)         |          | Reporte   | - 40' Dizdarević - 64', 90+4' Dedić - 69', 77' Filipović | Árbitra: Tatyana Sorokopudova                       | Árbitra: Tatyana Sorokopudova |

#### Ranking de los segundos puestos
Clasificación provisional de terceros de grupo tras los partidos disputados el 30 de marzo de 2022:
| Pos. | Grupo | Equipo               | PJ | PG | PE | PP | GF | GC | DG | Pts |
| ---- | ----- | -------------------- | -- | -- | -- | -- | -- | -- | -- | --- |
| 1    | B6    | Bosnia y Herzegovina | 2  | 1  | 0  | 1  | 6  | 2  | +4 | 3   |
| 2    | B5    | Lituania             | 2  | 1  | 0  | 1  | 7  | 5  | +2 | 3   |
| 3    | B1    | Israel               | 2  | 1  | 0  | 1  | 5  | 3  | +2 | 3   |
| 4    | B4    | Bulgaria             | 2  | 1  | 0  | 1  | 4  | 4  | 0  | 3   |
| 5    | B2    | Letonia              | 2  | 1  | 0  | 1  | 3  | 5  | -2 | 3   |
| 6    | B3    | Albania              | 2  | 1  | 0  | 1  | 4  | 8  | -4 | 3   |